# Strong Openweight Championship
Strong Openweight Championship – tytuł mistrzowski wrestlingu promowany przez japońską federację New Japan Pro-Wrestling (NJPW). Tytuł jest oficjalnie ogłoszony 2 kwietnia 2021 roku. Tytuł jest emitowany wyłącznie w amerykańskim programie NJPW: NJPW Strong. Inauguracyjnym mistrzem był Tom Lawlor.

## Historia

### Inauguracyjny turniej
|  |                                  |                                  |                                  |                 |       |                           |                           |                           |  |  |                       |                       |                       |  |  |                   |                   |                   |
|  | Kwalifikacje 5, 12, 19, 26 marca | Kwalifikacje 5, 12, 19, 26 marca | Kwalifikacje 5, 12, 19, 26 marca |                 |       | Pierwsza runda 9 kwietnia | Pierwsza runda 9 kwietnia | Pierwsza runda 9 kwietnia |  |  | Półfinały 16 kwietnia | Półfinały 16 kwietnia | Półfinały 16 kwietnia |  |  | Finał 23 kwietnia | Finał 23 kwietnia | Finał 23 kwietnia |
|  | Kwalifikacje 5, 12, 19, 26 marca | Kwalifikacje 5, 12, 19, 26 marca | Kwalifikacje 5, 12, 19, 26 marca |                 |       | Pierwsza runda 9 kwietnia | Pierwsza runda 9 kwietnia | Pierwsza runda 9 kwietnia |  |  | Półfinały 16 kwietnia | Półfinały 16 kwietnia | Półfinały 16 kwietnia |  |  | Finał 23 kwietnia | Finał 23 kwietnia | Finał 23 kwietnia |
|  |                                  |                                  |                                  |                 |       |                           |                           |                           |  |  |                       |                       |                       |  |  |                   |                   |                   |
|  |                                  |                                  |                                  |                 |       |                           |                           |                           |  |  |                       |                       |                       |  |  |                   |                   |                   |
|  | Clark Connors                    | Clark Connors                    | Pin                              |                 |       |                           |                           |                           |  |  |                       |                       |                       |  |  |                   |                   |                   |
|  | Clark Connors                    | Clark Connors                    | Pin                              |                 |       |                           |                           |                           |  |  |                       |                       |                       |  |  |                   |                   |                   |
|  | TJP                              | TJP                              | 9:27                             |                 |       |                           |                           |                           |  |  |                       |                       |                       |  |  |                   |                   |                   |
|  | TJP                              | TJP                              | 9:27                             |                 |       | Clark Connors             | Clark Connors             | 9:57                      |  |  |                       |                       |                       |  |  |                   |                   |                   |
|  |                                  |                                  |                                  |                 |       | Clark Connors             | Clark Connors             | 9:57                      |  |  |                       |                       |                       |  |  |                   |                   |                   |
|  |                                  |                                  | Lio Rush                         | Lio Rush        | Pin   |                           |                           |                           |  |  |                       |                       |                       |  |  |                   |                   |                   |
|  | Rocky Romero                     | Rocky Romero                     | Lio Rush                         | Lio Rush        | Pin   | 13:57                     |                           |                           |  |  |                       |                       |                       |  |  |                   |                   |                   |
|  | Rocky Romero                     | Rocky Romero                     |                                  |                 |       |                           |                           |                           |  |  |                       |                       |                       |  |  |                   |                   |                   |
|  | Lio Rush                         | Lio Rush                         | Pin                              |                 |       |                           |                           |                           |  |  |                       |                       |                       |  |  |                   |                   |                   |
|  | Lio Rush                         | Lio Rush                         | Pin                              |                 |       | Lio Rush                  | Lio Rush                  | 7:38                      |  |  |                       |                       |                       |  |  |                   |                   |                   |
|  |                                  |                                  |                                  |                 |       |                           |                           |                           |  |  |                       |                       |                       |  |  |                   |                   |                   |
|  |                                  |                                  | Brody King                       | Brody King      | Pin   |                           |                           |                           |  |  |                       |                       |                       |  |  |                   |                   |                   |
|  | Brody King                       | Brody King                       | Brody King                       | Brody King      | Pin   | Pin                       |                           |                           |  |  |                       |                       |                       |  |  |                   |                   |                   |
|  | Brody King                       | Brody King                       |                                  |                 |       |                           |                           |                           |  |  |                       |                       |                       |  |  |                   |                   |                   |
|  | Bateman                          | Bateman                          | 13:25                            |                 |       |                           |                           |                           |  |  |                       |                       |                       |  |  |                   |                   |                   |
|  | Bateman                          | Bateman                          | 13:25                            |                 |       | Brody King                | Brody King                | Pin                       |  |  |                       |                       |                       |  |  |                   |                   |                   |
|  |                                  |                                  |                                  |                 |       | Brody King                | Brody King                | Pin                       |  |  |                       |                       |                       |  |  |                   |                   |                   |
|  |                                  |                                  | Chris Dickinson                  | Chris Dickinson | 10:42 |                           |                           |                           |  |  |                       |                       |                       |  |  |                   |                   |                   |
|  | Blake Christian                  | Blake Christian                  | Chris Dickinson                  | Chris Dickinson | 10:42 | 8:53                      |                           |                           |  |  |                       |                       |                       |  |  |                   |                   |                   |
|  | Blake Christian                  | Blake Christian                  |                                  |                 |       |                           |                           |                           |  |  |                       |                       |                       |  |  |                   |                   |                   |
|  | Chris Dickinson                  | Chris Dickinson                  | Pin                              |                 |       |                           |                           |                           |  |  |                       |                       |                       |  |  |                   |                   |                   |
|  | Chris Dickinson                  | Chris Dickinson                  | Pin                              |                 |       | Brody King                | Brody King                | 20:05                     |  |  |                       |                       |                       |  |  |                   |                   |                   |
|  |                                  |                                  |                                  |                 |       |                           |                           |                           |  |  |                       |                       |                       |  |  |                   |                   |                   |
|  |                                  |                                  | Tom Lawlor                       | Tom Lawlor      | Sub   |                           |                           |                           |  |  |                       |                       |                       |  |  |                   |                   |                   |
|  | Ren Narita                       | Ren Narita                       | Tom Lawlor                       | Tom Lawlor      | Sub   | Pin                       |                           |                           |  |  |                       |                       |                       |  |  |                   |                   |                   |
|  | Ren Narita                       | Ren Narita                       |                                  |                 |       |                           |                           |                           |  |  |                       |                       |                       |  |  |                   |                   |                   |
|  | Misterioso                       | Misterioso                       | 11:12                            |                 |       |                           |                           |                           |  |  |                       |                       |                       |  |  |                   |                   |                   |
|  | Misterioso                       | Misterioso                       | 11:12                            |                 |       | Ren Narita                | Ren Narita                | 13:19                     |  |  |                       |                       |                       |  |  |                   |                   |                   |
|  |                                  |                                  |                                  |                 |       | Ren Narita                | Ren Narita                | 13:19                     |  |  |                       |                       |                       |  |  |                   |                   |                   |
|  |                                  |                                  | Tom Lawlor                       | Tom Lawlor      | Sub   |                           |                           |                           |  |  |                       |                       |                       |  |  |                   |                   |                   |
|  | The DKC                          | The DKC                          | Tom Lawlor                       | Tom Lawlor      | Sub   | 9:13                      |                           |                           |  |  |                       |                       |                       |  |  |                   |                   |                   |
|  | The DKC                          | The DKC                          |                                  |                 |       |                           |                           |                           |  |  |                       |                       |                       |  |  |                   |                   |                   |
|  | Tom Lawlor                       | Tom Lawlor                       | Pin                              |                 |       |                           |                           |                           |  |  |                       |                       |                       |  |  |                   |                   |                   |
|  | Tom Lawlor                       | Tom Lawlor                       | Pin                              |                 |       | Tom Lawlor                | Tom Lawlor                | Pin                       |  |  |                       |                       |                       |  |  |                   |                   |                   |
|  |                                  |                                  |                                  |                 |       |                           |                           |                           |  |  |                       |                       |                       |  |  |                   |                   |                   |
|  |                                  |                                  | Hikuleo                          | Hikuleo         | 8:58  |                           |                           |                           |  |  |                       |                       |                       |  |  |                   |                   |                   |
|  | Jordan Clearwater                | Jordan Clearwater                | Hikuleo                          | Hikuleo         | 8:58  | 7:57                      |                           |                           |  |  |                       |                       |                       |  |  |                   |                   |                   |
|  | Jordan Clearwater                | Jordan Clearwater                |                                  |                 |       |                           |                           |                           |  |  |                       |                       |                       |  |  |                   |                   |                   |
|  | Hikuleo                          | Hikuleo                          | Pin                              |                 |       |                           |                           |                           |  |  |                       |                       |                       |  |  |                   |                   |                   |
|  | Hikuleo                          | Hikuleo                          | Pin                              |                 |       | Hikuleo                   | Hikuleo                   | Pin                       |  |  |                       |                       |                       |  |  |                   |                   |                   |
|  |                                  |                                  |                                  |                 |       | Hikuleo                   | Hikuleo                   | Pin                       |  |  |                       |                       |                       |  |  |                   |                   |                   |
|  |                                  |                                  | Fred Rosser                      | Fred Rosser     | 6:22  |                           |                           |                           |  |  |                       |                       |                       |  |  |                   |                   |                   |
|  | Fred Rosser                      | Fred Rosser                      | Fred Rosser                      | Fred Rosser     | 6:22  | Pin                       |                           |                           |  |  |                       |                       |                       |  |  |                   |                   |                   |
|  | Fred Rosser                      | Fred Rosser                      |                                  |                 |       |                           |                           |                           |  |  |                       |                       |                       |  |  |                   |                   |                   |
|  | JR Kratos                        | JR Kratos                        | 14:16                            |                 |       |                           |                           |                           |  |  |                       |                       |                       |  |  |                   |                   |                   |
|  | JR Kratos                        | JR Kratos                        | 14:16                            |                 |       |                           |                           |                           |  |  |                       |                       |                       |  |  |                   |                   |                   |
|  |                                  |                                  |                                  |                 |       |                           |                           |                           |  |  |                       |                       |                       |  |  |                   |                   |                   |

## Panowania
| Nr        | Ogólny numer panowania                                                     |
| Panowanie | Liczba panowań konkretnego mistrza                                         |
| Dni       | Liczba dni panowania                                                       |
| Dni roz.  | Dni panowania, które są uznawane przez federację na jej oficjalnej stronie |
| Obrony    | Liczba udanych obron                                                       |
| N/A       | Nieznana informacja                                                        |
| +         | Oznacza, że liczba dni w posiadaniu wzrasta z kolejnym dniem               |

| Nr | Mistrz         | Zmiana mistrza                 | Zmiana mistrza                    | Zmiana mistrza   | Statystyki panowania | Statystyki panowania | Statystyki panowania | Statystyki panowania | Notka | Odn.        |
| Nr | Mistrz         | Data                           | Gala                              | Miejsce          | Panowanie            | Dni                  | Dni roz.             | Obrony               | Notka | Odn.        |
| -- | -------------- | ------------------------------ | --------------------------------- | ---------------- | -------------------- | -------------------- | -------------------- | -------------------- | --- | ----------- |
| 1  | Tom Lawlor     | 23 kwietnia 2021 (data emisji) | New Japan Cup USA 2021            | Port Hueneme, CA | 1                    | N/A                  | 397                  | 9                    | Pokonał Brody’ego Kinga w finale turnieju New Japan Cup USA 2021, stając się inauguracyjnym mistrzem. Dokładna data nagrania nie jest znana. Wyemitowano 23 kwietnia 2021. | [ 8 ] [ 1 ] |
| 2  | Fred Rosser    | 15 maja 2022                   | Strong: Collision in Philadelphia | Filadelfia, PA   | 1                    | 279                  | 238                  | 7                    | Wyemitowano 25 czerwca 2022. | [ 9 ]       |
| 3  | Kenta          | 18 lutego 2023                 | Battle in the Valley              | San Jose, CA     | 1                    | 74                   | 74                   | 2                    | | [ 10 ]      |
| 4  | Hikuleo        | 3 maja 2023                    | Wrestling Dontaku                 | Fukuoka, Japonia | 1                    | 18                   | 18                   | 0                    | | [ 11 ]      |
| 5  | Kenta          | 21 maja 2023                   | Resurgence                        | Long Beach, CA   | 2                    | 45                   | 45                   | 0                    | | [ 12 ]      |
| 6  | Eddie Kingston | 5 lipca 2023                   | Independence Day Noc 2            | Tokio, Japonia   | 1                    | 311                  | 311                  | 12                   | Za tego panowania, mistrzostwo stało się częścią American Triple Crown Championship (zwanego również Continental Crown), a Kingston bronił mistrzostwa wraz z AEW Continental Championship i ROH World Championship po wygraniu turnieju Continental Classic na Worlds End. Kingston stracił AEW Continental Championship na rzecz Kazuchiki Okady 20 marca 2024 roku na odcinku AEW Dynamite, rozwiązując w ten sposób Triple Crown Championship. | [ 13 ]      |
| 7  | Gabe Kidd      | 11 maja 2024                   | Resurgence                        | Ontario, CA      | 1                    | 335                  | 335                  | 6                    | Był to No Ropes Last Man Standing match. | [ 14 ]      |
| 8  | Tomohiro Ishii | 11 kwietnia 2025               | Windy City Riot                   | Chicago, IL      | 1                    | 29+                  | 29+                  | 1                    | Był to 30-minutowy Iron man match, w którym Ishii wygrał z wynikiem 2–1 w nagłej śmierci po przedłużeniu czasu. | [ 15 ]      |

## Łączna ilość posiadań
Na stan z 10 maja 2025
| † | Oznaczenie obecnego mistrza |

| Miejsce | Mistrz           | Liczba panowań | Liczba obron | Łączna liczba dni | Łączna liczba dni według NJPW |
| ------- | ---------------- | -------------- | ------------ | ----------------- | ----------------------------- |
| 1       | Tom Lawlor       | 1              | 9            | N/A               | 387                           |
| 2       | Gabe Kidd        | 1              | 6            | 335               | 335                           |
| 3       | Eddie Kingston   | 1              | 12           | 311               | 311                           |
| 4       | Fred Rosser      | 1              | 7            | 279               | 238                           |
| 5       | Kenta            | 2              | 2            | 119               | 119                           |
| 6       | Tomohiro Ishii † | 1              | 1            | 29+               | 29+                           |
| 7       | Hikuleo          | 1              | 0            | 18                | 18                            |